# Intel 8231
El Intel 8231 fue una unidad de procesamiento aritmético lanzada por 1979 para agregar capacidades matemáticas a los microprocesadores de Intel y otros microprocesadores de la época. Fue licenciado por Intel del Am9511 de AMD. Tenía la capacidad de hacer operaciones aritméticas y trascendentales, y manejaba números enteros en complemento a dos de 16 y 32 bits y números en punto flotante de simple precisión (32 bits). El procesador tenía un stack interno de 16 bytes, que podían agruparse como 8 registros de 16 bits o 4 registros de 32 bits, y donde se almacenaban los operandos para luego realizar las operaciones sobre ellos.